# Enzo Staiola
Enzo Staiola, né le 15 novembre 1939 dans la Garbatella  (Rome) et mort le 4 juin 2025 à l’Ospedale dans la même ville, est un acteur italien, qui a aussi joué sous le nom d'Enzo Stajola.

## Biographie
Enzo Staiola a sept ans quand il joue le rôle de  Bruno Ricci dans Le Voleur de bicyclette, film néoréaliste italien de Vittorio De Sica sorti en 1948, exclusivement joué par des non-professionnels. Enzo, qui y joue le fils du personnage principal, a été découvert alors qu'il errait sur le lieu du tournage et De Sica l'a choisi à cause de sa démarche caractéristique.
Il a interrompu sa carrière au début des années 1960, mais est revenu pour jouer dans La ragazza dal pigiama giallo de Flavio Mogherini en 1977. Après le cinéma, Staiola a enseigné les mathématiques.
Le photogramme ci-joint est un fragment d'une des dernières scènes de Ladri di biciclette (tournée via Vignola, dans la Rome du nord, à proximité de via Flaminia)

## Filmographie
- 1948 : Le Voleur de bicyclette (Ladri di biciclette) de Vittorio De Sica : Bruno Ricci
- 1949 : Vulcano de William Dieterle : Nino
- 1949 : Marechiaro de Giorgio Ferroni : Luca enfant
- 1950 : Cœurs sans frontières (Cuori senza frontiere) de Luigi Zampa : Pasqualino Sebastian
- 1950 : Strano appuntamento de Dezsö Ákos Hamza
- 1951 : L'Inconnue des cinq cités (A Tale of Five Cities) d'Emil-Edwin Reinert, Montgomery Tully, Wolfgang Staudte, Romolo Marcellini, Géza von Cziffra et Irma von Cube
- 1951 : Passaporto per l'oriente : un garçon
- 1951 : Buon viaggio, pover'uomo, de Giorgio Pàstina
- 1952 : Heureuse Époque (Altri tempi - Zibaldone n. 1) d'Alessandro Blasetti
- 1952 : L'Injuste Condamnation (L'ingiusta condanna) de Giuseppe Masini
- 1952 : Les Chasseurs alpins (Penne nere) d'Oreste Biancoli : Antonio 'Tonino' Cossutti
- 1953 : Le Retour de don Camillo (Il ritorno di don Camillo) de Julien Duvivier : Mario Cagnola
- 1954 : La Comtesse aux pieds nus (The Barefoot Contessa) de Joseph L. Mankiewicz : garçon de service
- 1961 : Spade senza bandiera
- 1977 : L'Affaire de la fille au pyjama jaune (La ragazza dal pigiama giallo) de Flavio Mogherini